# يون سيو
يون سيو (هانغل: 윤서) هي ممثلة كورية جنوبية، ولدت في 4 يناير 1993 في كوريا الجنوبية.

## وصلات خارجية
- يون سيو على موقع IMDb (الإنجليزية)
- يون سيو على موقع قاعدة بيانات الفيلم (الإنجليزية)